# Euchromia microsticta
Euchromia microsticta är en fjärilsart som beskrevs av Johannes Karl Max Röber 1919. Euchromia microsticta ingår i släktet Euchromia och familjen björnspinnare. Inga underarter finns listade i Catalogue of Life.